# Sân chim Vàm Hồ
Sân chim Vàm Hồ thuộc địa phận xã Tân Mỹ, huyện Ba Tri, tỉnh Bến Tre với diện tích 67 héc ta, cách thành phố Bến Tre khoảng 35 - 40 km tùy vào tuyến đường, cách Thành phố Hồ Chí Minh 120 km đường bộ, 100 km đường thủy.
Nằm dọc ven sông Ba Lai, sân chim Vàm Hồ là một điểm du lịch sinh thái được hình thành từ tháng 5-1986 do đàn chim trước ở Cù lao Đất, xã An Hiệp, huyện Ba Tri di cư tới. Để đề phòng cháy rừng, Sân chim Vàm Hồ đã được chia làm 5 khu, đắp đê phòng hộ chung quanh và dẫn nước từ sông Ba Lai vào. Để đến với Sân chim Vàm Hồ, xe lớn có hai đường đi, một là đi Tỉnh lộ 885 rẽ vào Huyện lộ 10 về Tân Xuân rồi về cống đập Ba Lai rồi đến Sân chim Vàm Hồ, hai là vẫn Tỉnh lộ 885 rẽ vào Huyện lộ 10 đi khoảng 300 m rẽ trái về Sân chim Vàm Hồ. Xe nhỏ có một đường khác tiện hơn là đi Tỉnh lộ 885 rẽ vào Huyện lộ 10 tới ngã ba Mỹ Quý rồi rẽ trái hướng Tân Mỹ về Sân chim Vàm Hồ.

## Đặc điểm chung
Vàm Hồ là vùng đất ngập mặn, độ cao trung bình 1,2 m so với mực nước biển, chỉ ngập nước khi có triều cường. Nhiều loại cây hoang dã mọc thành rừng, là nơi trú ngụ của hàng nghìn con cò, vạc và nhiều loại chim khác.

## Quần thể sinh vật

Thảm thực vật Vàm Hồ có dừa nước, chà là, đước, mắm ở tầng cao rất lý tưởng cho các loài chim cư trú, còn ở tầng thấp gồm các loại cây chiếm ưu thế như đước đôi, bụp tra, ô rô, cóc kèn, rau muống biển, lau sậy... rất thuận tiện cho cò, vạc làm tổ sinh sản. Theo ghi nhận của các nhà chuyên môn, đàn chim nơi đây gồm 120 loài với gần nửa triệu cư dân gồm các loài cò, vạc, cồng cộc, diệc xám, quắm trắng, le le... cùng nhiều loại thú hoang như trăn, rắn, sóc, chồn, dơi, kỳ đà... Vào khoảng tháng Tư, chim ở các nơi bắt đầu tụ tập về đây sinh sản, có thể nhìn rõ trên các ngọn đước nặng trĩu những tổ chim, qua đến tháng Tám chúng lại thiên di đi nơi khác.
So với những năm trước, hiện đàn chim có mức độ tăng trưởng 1,5 lần đưa tổng lượng đàn chim lên đến 700.000 cá thể, ước tính 15 chim trên mỗi m², sân chim Vàm Hồ có nguy cơ không còn chỗ cho chim trong vài năm tới. Năm 2009, trong nỗ lực giữ đất lành cho chim đậu, tỉnh Bến Tre đã triển khai dự án bảo tồn sân chim và mở rộng trồng mới 228.749m² rừng chà là gai, tràm bông vàng, dừa nước, đước... ở khu vực I thuộc xã Tân Mỹ, giáp với sông Ba Lai và cách sân chim hiện hữu không xa, nâng diện tích khu bảo tồn sân chim lên hơn 67ha. Huyện Ba Tri cũng có chủ trương sẽ cho đầu tư khai thác du lịch nhưng có quy hoạch từng khu vực để không ảnh hưởng đến môi trường trong lành và yên tĩnh của đàn chim.

## Bảo tồn
Năm 2010, Quỹ Cabaret thông qua Trung tâm LIN – thành phố Hồ Chí Minh đã hỗ trợ nhóm Sáng tạo Trẻ, Trường Cao đẳng Bến Tre thực hiện dự án "Sổ tay bảo vệ Sân chim Vàm Hồ" từ tháng 11-2010 đến tháng 10-2011. Đây là một dự án có ý nghĩa nhằm kêu gọi sự quan tâm của các sở, ngành, đoàn thể các cấp và người dân đối với Sân chim Vàm Hồ, huy động sự tham gia, kết nối giữa địa phương, doanh nghiệp với các tổ chức trong và ngoài nước trong nỗ lực bảo tồn các loài chim quý hiếm, bảo tồn tài nguyên đa dạng sinh học ở Sân chim gắn với phát triển kinh tế - xã hội, hạn chế các tác động của biến đổi khí hậu... Dự án đã góp phần thiết thực nâng cao nhận thức cộng đồng, bảo tồn cũng như phát triển đúng hướng để Sân chim Vàm Hồ sớm trở thành điểm đến được yêu thích.